# محمد المهدي بن نصيب
محمد المهدي بن نصيب (22 مايو 1954 العوينة بدوز في ولاية قبلي بالجنوب التونسي -15 فبراير 2003 دوز) هو شاعر تونسي.

## سيرة
هو واحد من «النواسيين الجدد» عاش بوهيميا واعتنق مقولات اليسار محاربا الخرافة رغم أن تـعليمه وصل إلى الثانوية دون أن ينالها، خاض حروبا ضد التيار الديني والوصوليين والساكتين عن الأوضاع الثقافية التقليدية وخرج منبوذا محاربا من «الجميع» تقريبا إلّا بعض المُقدّرين لموهبته الأدبية من الاصدقاء الشعراء/الشعراء.
تعلّم المهدي بن نصيب في الكتّاب أولا ثم التحق بالمدرسة الابتدائية بدوز سنة 1961 فأحرز على شهادة الإعدادية (السيزيام) في يونيو 1967 ليلتحق بعد ذلك بالمعهد الثانوي بقابس حيث درس سبع سنوات وقد اجتاز امتحان البكالوريا شعبة الآداب في يونيو 1975 لكنه أخفق في الحصول عليها فانقطع لكنه عاد سنة 1987 للدراسة في معهد خاص بمدينة قبلي إلا أنه لم يحصل على شهادة البكالوريا. ولكن رغم ذلك فهو شاعر متميز وقصّاص وناقد أدبي له عديد الدراسات المنشورة والمخطوطة لكنه كما
خياراته الفنية سابقة لأوانها أيضا. فقد كتب قصيدة النثر وقصيدة "الجرس" كما يسميها عازفا عن الشعر العمودي وعن الشعر الحر والتفعيلة الخليلية برمتها وإن كان قد بدأ بكتابات متجاوزة من هذا النوع. ارتكزت شهرته على توليد الصورة المغرقة في بيئتها البدوية الصحراوية لتغرف من معين الحزن والألم والمعيش النفسي العميق الموغل في العمق يقول مثلا: أني هيأت لك دلواً كي تمتح من بئر الصحو ".:14
وعرف في البدايات بشعره السياسي حين كتب قصائد حزن وثورة بشكل رمزي حافل بالصور المبتدعة وأشهر معها المجون الحسي لكن بلغة غزل صوفي. وربما أدى هذا التداخل المقصود إلى هجنة شعرية جمعت بين متناقضات لا تجتمع إلّا عند المهدي بن نصيب. وغنى ماركسيّو القرن الماضي معه: يا أرباب الإقطاع /يا من شرّحتم عضلات الأحياء/الأموات /قولوا لزبانية مص دماء الفقراء/خلوا لنا هذي الأرض كي نشقى فيها / ونعمّرها/ ولكم جنات في السماوات؟؟؟:18
لم يمنع احتفاء الماركسيين به من توتر له معهم حين ارتقى بلغته الشعرية إلى ما فوق الخطاب السياسي والإيديولوجي إلّا أنه ظل يعاني من سقطات في المفردة الشعرية: «فلم يكن طيري الأليف سوى قشعما كاسرا»
وظهر الإجهاد أيضا في بعض تراكيبه وصوره الشعرية لإنه كان يعتقد أن الشعر أساسا هو توليد لصور جديدة مبتدعة...وقد لا ينجح في إغراقيّته تلك كقوله: وبر في خيمة قلبي يصبح أسلاك ضياء" فالنقلة من الوبر إلى الضوء دفعته إلى الناسخ الفعلي البعيد في الأصل عن لغة الشعر.؟؟؟ والخلاصة أنه شاعر ترك بصمته عبر المواضيع الثلاثة التي ارتكز عليها شعره: الثورة+ الحزن ورثاء النفس + الأيروسية المعلنة.

## إسهاماته

### دواوين
له من الدواوين ثلاثة صدر اثنان منهما في حياته هما:
- 1984 – كلمات للحب والوطن الأخلاء،[5] عدد 42، 72 صفحة، مع كلمة أولى بقلم الصادق شرف (من ص 3 إلى ص 5) وقراءة مدخلية بقلم: الشاذلي الساكر (من ص 6 إلى ص 8)(1). وقد أهدى المؤلف ديوانه إلى: «إلى الذين يهندسون بخطوط الألم الأمل تطلعا للزمن الآتي : إلى الفقراء في وطني العربي وفي كل مكان... إلى أمي الصادقة الصابرة. أهدي هذه الأحاسيس، محمد المهدي بن نصيب، دوز في 15 جويلية 1983»، احتوى الديوان على 23 قصيدة شعرية كتبت بين سنوات 1976 و1981.
- 2001 – قصائد ضامئة – الشركة التونسية للنشر وتنمية فنون الرسم، 2001، 80 صفحة، رسم الغلاف وصمم الديوان فنيا: منصف المزغني، كتبت القصائد ما بين 1985 1995، صدر هذا الديوان بعد 17 سنة من صدور الديوان الأول وقد احتوى على 25 قصيدة شعرية.[6]

- 2007 – ألحان... «أشجان» ، دار سحر،[2] هو ديوان ثالث مخطوط، هيأه المهدي للنشر سنة وعندي منه نسخة مخطوطة وقد أهداه إلى روح الشاعر محمد رضا الجلالي وقد احتوى الديوان على 15 قصيدة شعرية وقد كتب هذا الديوان ما بين 1997 و 2000.
- تداعيات من أوراق سفر الذات، مجموعة شعرية، أعلن عنها في غلاف ديوان الثاني: قصائد ضامئة وكذلك في آخر صفحة من ديوانه الثالث المخطوط، ونشر قصيدة بعنوان: من أوراق سفر الذات جريدة «الأخبار»، 10 جويلية 1997، صفحة أدب وعدد 17 جويلية 1997 (الورقات من خمسة إلى سبعة).

### قصائد منشورة
1. المساء الجميل، وهذا القصيد مُهدى إلى الشاعر اللبناني بول شاوول: عصفورا جميلا.
2. عرس الموت، الوحدة 24 مارس 1984، ص 5، (حول حصار بيروت).
3. صباح تأبّط شرا، «الشروق»، 22 نوفمبر 2002، ص 18
4. الرحيل، «الشروق»، 22 نوفمبر 2002، ص 17.
5. أهازيج إلى محبوبنا جعفر، الشعب، ديسمبر 2002، وهذا القصيد كتبه الشاعر في دوز بتاريخ 29 أكتوبر 2003، وهو آخر ما نشر الشاعر في حياته.

### نثر
نشر مجموعة قصصية بعنوان (ضحكة الليل) وكمّ من المقالات والدراسات الجادة في الادب والنقد ما زال مفرقا على صفحات المجلات والصحف التونسية والعربية. وما تركه من مخطوطات أكثر. وكله بانتظار النشر. كتبت عنه بعض الدراسات النقدية أتت جلها فعاليات الملتقى الذي يحمله اسمه ولم تنتظم دوراته إلى حد الساعة. ولم يتعد ما نشر عنه المقالة الصحفية فلم يفرد بمؤلف خاص يترجم منزلته في الشعر التونسي والعربي.

#### استجوابات
- «أعيش المنفى والكل أضحى نبي الشمس في زمني» استجواب جلال الشعينبي، الشروق 27 جوان 1991، ص 12.
- «الفعل الإبداعي لا يرتبط بزمن معين» استجواب ساسي جبيل، «الملاحظ»، 14 فيفري 2001، ص 50.

## دراسات
- ملاحظات حول مقال: الحياد السلبي والإنحياز الإيجابي. (رد على مقال أحمد حسن دحلي باريس)، جريدة بلادي 12 ماي 1980، ص 11، (المقال الأصلي، صدر في نفس الجريدة بتاريخ 14 أفريل 1980، (ص 10).
- التراث والأدب الحق رد على مقال رشيد الذوادي: الأدب الذي نريد «بلادي»، 22 سبتمبر 1980، ص 6 و7.
- الشعر الملتزم والتوعية الجماهيرية، «بلادي»، 18 ماي 1981.
- عن الواقع والواقعية واشكالية المسألة الجمالية في الشعر العربي الحديث، جريدة «الوحدة» (تونس)، 11 سبتمبر، 1982، ص 11 و15.
- الأدب الواقعي في تونس، «الوحدة»، 25 سبتمبر 1982، ص 10 و11 (انظر اصلاح أخطاء، «الوحدة»، 9 أكتوبر 1982، ص 8.
- أنا صوت جمهرة الفقراء، «الوحدة»، 23 جويلية 1983، ص 7 و15.
- الأدب الواقعي بين القضية والإبداع، «الوحدة»، 18 ماي 1985، ص 12 و13 (هذا العدد من «الوحدة» حجزته الشرطة).
- كيف نكتب؟ (مقال قصير)، «الوحدة»، 23 أفريل 1988، ص 6.
- إطلالة على شعر حسين القهواجي (كتاب الأيام)، الشروق؟
- قراءة في مجموعة محمد الأمين الشريف الشعرية: «لسيدة الفرح العربي أغني»، «الشروق»، 15 أكتوبر 1992، ص 18.
- ملاحظات حول كتاب نزهة الآليات، تأليف أحمد التيفاشي، تحقيق د. جلول عزونة، «الشروق» (ثلاث حلقات: 3 10 و17 فيفري2000، صفحات 25. (انظر رد جلول عزونة «الشروق» 9 و16 نوفمبر 2000، ص 13).
- جلسة في ظلال أبيات لجميل بثينة، «الشروق»، 3 أكتوبر 2002، ص 11.
- جلسة في ظلال رائية عروة بن الورد الأصمعية (جزءان)، «الشروق»، 9 جانفي 2003، ص 11.
- جلسة في ظلال أهجية لحمّاد عجرد في بشار بن برد، «الشروق»، 16 جانفي 2003، ص 11 و12.
- جلسة في ظلال شعر لميسون بنت بحدل، «الشروق»، 6 فيفري 2003، ص 12. ولعلها آخر دراسة منشورة في حياة الشاعر

## تحدثوا عنه
وصفه عبد الجبار العش بالشاعر الصعلوك وكتب عنه في ذكرى رحيله:«... لقد كنت نزقا كطفل مهجور وشبقا كتيس.. كنت وجهنا الأخر وسرنا العلني ..كنت سيّد الانتهاكات وشاعر الحواس المطوقة اخذ منك قدرك طلعة الطفل وألقت بك الحياة على الهامش..»
يقول عنه نورالدين بالطيب في مقال نشرته جريدة الشروق يوم 1 جويلية 2011 هو «شاعر عاش في العتمة ومات في النسيان».
 نشرت مجلة الحياة الثقافية دراسة لعمر حفيظ (ناقد تونسيّ) في العدد 254 – أكتوبر 2014 عنوانها «قصيدة الالتزام وخصائصها لدى الشاعر التونسي الراحل المهدي بن نصيب».
وفي 13 فيفري 2016 نظم فرع اتحاد الكتاب بقبلي تظاهرة ثقافية إحياء لذكراه عنوانها «الشعراء لا يموتون».